# Anthony Neilson
Anthony Neilson (født 1967 i Edinburgh) er en skotsk dramatiker og teaterinstruktør. Han var i begyndelsen af halvfemserne en af foregangsmændene indenfor den bølge, der blev kendt under betegnelsen in-yer-face. Han begyndte sin karriere ved Finborough Theatre i London.

## Skuespil
- The Colours Of The King's Rose (radioteater)
- Welfare My Lovely
- A Fluttering of Wings (radioteater)
- Normal: The Düsseldorf Ripper; filmatiseret som Angels Gone
- Penetrator
- The Year of The Family
- Heredity
- Jeffrey Dahmer is Unwell (skrevet sammen med Alan Francis og Mike Hayley)
- The Night Before Christmas
- Hooverbag
- Twisted (radioteater)
- The Censor
- Stitching (DK title: Sting)
- The Lying Kind (DK titel: Løgn og latin)
- Realism (DK titel: Realisme)
- The Wonderful World of Dissocia
- The Menu
- Relocated

 Der er for få eller ingen kildehenvisninger i denne artikel, hvilket er et problem. Du kan hjælpe ved at angive troværdige kilder til de påstande, som fremføres i artiklen.